# Zbigniew Semadeni
Zbigniew Władysław Semadeni (ur. 1 marca 1934 w Warszawie) – polski matematyk zajmujący się analizą funkcjonalną, teorią kategorii, dydaktyką matematyki i filozofią matematyki.

## Życiorys
Syn sędziego Tadeusza Semadeniego (1902–1944) i lekarza Ireny Konopackiej-Semadeni (1901–1984). Jego starszym bratem był powstaniec warszawski Allan Andrzej Semadeni ps. Allan (1928–1944), który razem z ojcem zginął 19 sierpnia w obronie Politechniki Warszawskiej.
Ożenił się z Ewą Wierzchleyską (ur. 1934), córką Klemensa Wierzchleyskiego herbu Berszten II (1902–1944) i Wandy Wierzchleyskiej (1900–2012), a wnuczką lekarza, prof. Eugeniusza Wajgla (1873–1944).

## Kariera
Absolwent II Liceum Ogólnokształcącego w Gdańsku. Ukończył fizykę (1955) i matematykę (1956) na Uniwersytecie im. Adama Mickiewicza w Poznaniu. W 1959 obronił pracę doktorską; promotorem był prof. Andrzej Alexiewicz. W latach 1954–1961 pracował w Katedrze Matematyki UAM, a w latach 1962–1986 w Instytucie Matematycznym Polskiej Akademii Nauk w Warszawie, gdzie habilitował się w roku 1963. 
W 1971 roku uzyskał tytuł profesora nadzwyczajnego, a w 1976 roku tytuł profesora zwyczajnego. 
W latach 1973–1985 był zastępcą dyrektora IM PAN do spraw naukowych i członkiem Komitetu Nauk Matematycznych PAN. 
Od 1986 do 2004 był profesorem Wydziału Matematyki, Informatyki i Mechaniki Uniwersytetu Warszawskiego, a w latach 1991–1996 dyrektorem Instytutu Matematyki UW.
Od 2004 jest profesorem emerytowanym UW.
Był profesorem wizytującym w University of Washington w Seattle przez rok akad. 1961–62, w York University w Toronto przez rok akad. 1982–83, w University of Sydney w Australii przez trymestr w roku 1984 oraz w University of California w Davis przez rok akad. 1989–90. 
Semadeni wykazał, że przestrzeń Banacha C[0,ω1] wszystkich funkcji ciągłych na liczbie porządkowej ω1+1 (wyposażonej w topologię porządkową i rozpatrywanej jako nieprzeliczalna przestrzeń zwarta) nie jest izomorficzna, jako przestrzeń Banacha, z sumą prostą C[0,ω1] ⊕ C[0,ω1]. Był to pierwszy przykład przestrzeni Banacha o tej własności w klasie przestrzeni funkcji ciągłych (innym przykładem w klasie dowolnych przestrzeni Banacha jest przestrzeń Jamesa; przykład opublikowali Czesław Bessaga i Aleksander Pełczyński w tym samym numerze Biuletynu Polskiej Akademii Nauk, co przykład Semadeniego). Z nazwiskiem Semadeniego związane jest pojęcie klasy operatorów Semadeniego.
Autor lub współautor podręczników matematyki do klas I–III szkoły podstawowej (1990–2003).

## Wyróżnienia
Członkostwo z wyboru w stowarzyszeniach naukowych:
- członek Executive Committee of the International Commission on Mathematical Instruction (ICMI) 1979–1982, vicepresident of ICMI 1983–1986[11],
- członek zwyczajny Towarzystwa Naukowego Warszawskiego (od 1984)[12],
- fellow of American Mathematical Society (od 2012; przedtem member of AMS od 1962)[13][14].

Invited speaker na Międzynarodowym Kongresie Matematyków ICM w Berkeley 1986.
Nagrody
- nagroda im. Stefana Mazurkiewicza przyznana przez Polskie Towarzystwo Matematyczne (1972)[16],

- medal Uniwersytetu Warszawskiego za wkład w rozwój polskiej i światowej matematyki (2024)[17].

## Publikacje
- Banach spaces of continuous functions, PWN, Warszawa, 1971.
- Wstęp do teorii kategorii i funktorów. Wyd. 2. Warszawa: PWN, 1978, seria: Biblioteka Matematyczna. Tom 45 (wspólnie z Antonim Wiwegerem).
- Schauder bases in Banach spaces of continuous functions, Lecture Notes in Mathematics, vol. 918, Springer-Verlag, Berlin, 1982, ISBN 3-5401-1481-5.
- Matematyka w edukacji początkowej – podejście konstruktywistyczne, rozdział w monografii: Z. Semadeni et al. Matematyka w edukacji wczesnoszkolnej. Teoria i praktyka, Wydawnictwo Pedagogiczne ZNP, Kielce, 2015, s. 9-170, ISBN 978-83-7173-309-3.
- Różne oblicza matematyki. Matematyka z historycznego, ontogenetycznego i filozoficznego punktu widzenia, Wydawnictwo Naukowe UMK, Toruń, 2023, Seria: Monografie Fundacji na rzecz Nauki Polskiej, ISBN 978-83-231-4907-1.